# Eksperyment łódzki
Eksperyment łódzki – eksperyment pedagogiczny będący działalnością doświadczalną rozpoczętą w 1959 w Szkole Podstawowej nr 101 w Łodzi. 
Wszelkie działania prowadzone były pod kierunkiem A. Majewskiej oraz kierowniczki szkoły I. Laskowskiej. Eksperyment polegał na gruntownym przebadaniu wszystkich dzieci z klas I przez lekarzy, psychologów i nauczycieli. Miało to na celu ustalenia ich sytuacji rodzinnej, stanu zdrowia oraz rozwoju umysłowego. U uczniów wykazujących jakiekolwiek braki rozwojowe została zastosowana edukacja w szkołach specjalnych. Z pozostałej części dzieci postanowiono utworzyć nową klasę wyrównawczą. Dzieci wracały do klas macierzystych po wyrównaniu swoich braków.
Następne etapy eksperymentu połączono z wczesnym wykrywanie tych braków polegającym na tzw. wczesnymi zapisami do szkoły oraz tworzeniem grup wyrównawczych w takim czasie, aby wyrównanie deficytów rozwojowych następowało jeszcze przed wstąpieniem ucznia do klasy pierwszej. Tego typu działalność została rozszerzona na wiele innych szkół łódzkich, potem warszawskich, a następnie rozpowszechniona w całym kraju.